# Ținutul Prut
Ținutul Prut a fost unul din cele zece ținuturi înființate în 1938, prin Legea administrativă din 14 august, după ce regele Carol al II-lea a inițiat o reformă instituțională de tip fascist în România, modificând Constituția României și legea administrării teritoriale. A fost desființat prin Decretul-Lege nr. 3219 din 21 septembrie 1940.

## Județe încorporate
În conformitate cu reforma administrativă și constituțională din anul 1938, cele 71 de județe au fost subordonate ținuturilor. Cele nouă județe care au compus ținutul Prut au fost următoarele: 
- Bacău
- Bălți
- Baia
- Botoșani
- Iași
- Neamț
- Roman
- Soroca
- Vaslui

La 13 septembrie 1940, județul Baia a fost trecut în circumscripția ținutului Suceava.

## Stema
Conform Decretului Regal nr. 4285 din 13 decembrie 1938, stema ținutului Prut consta din „Scutul împărțit în 9 cartiere, așezate câte trei, trei, («équipollé»): primul rând roșu, argint, roșu; al doilea rând argint, roșu, argint; al treilea rând roșu, argint, roșu, înfățișând cele 9 județe ale ținutului, prin culorile predominante din stemele lor. Pe fiecare din cele 4 cartiere de argint, câte un cap de zimbru, negru, simbolizând că acest ținut cuprinde cea mai mare parte a vechii Moldove și chiar reședința ei, Iașii”.

## Rezidenți regali
- Mihai L. Negruzzi (13 august 1938[6][7] – 1 februarie 1939[7][8])
- Traian Ionașcu (1 februarie 1939[8][9] – 22 septembrie 1940[9])